# Single-wing formation
Die single-wing formation (dt.: Ein-Flügel-Formation) ist eine Formation der Offense im American Football.

## Beschreibung

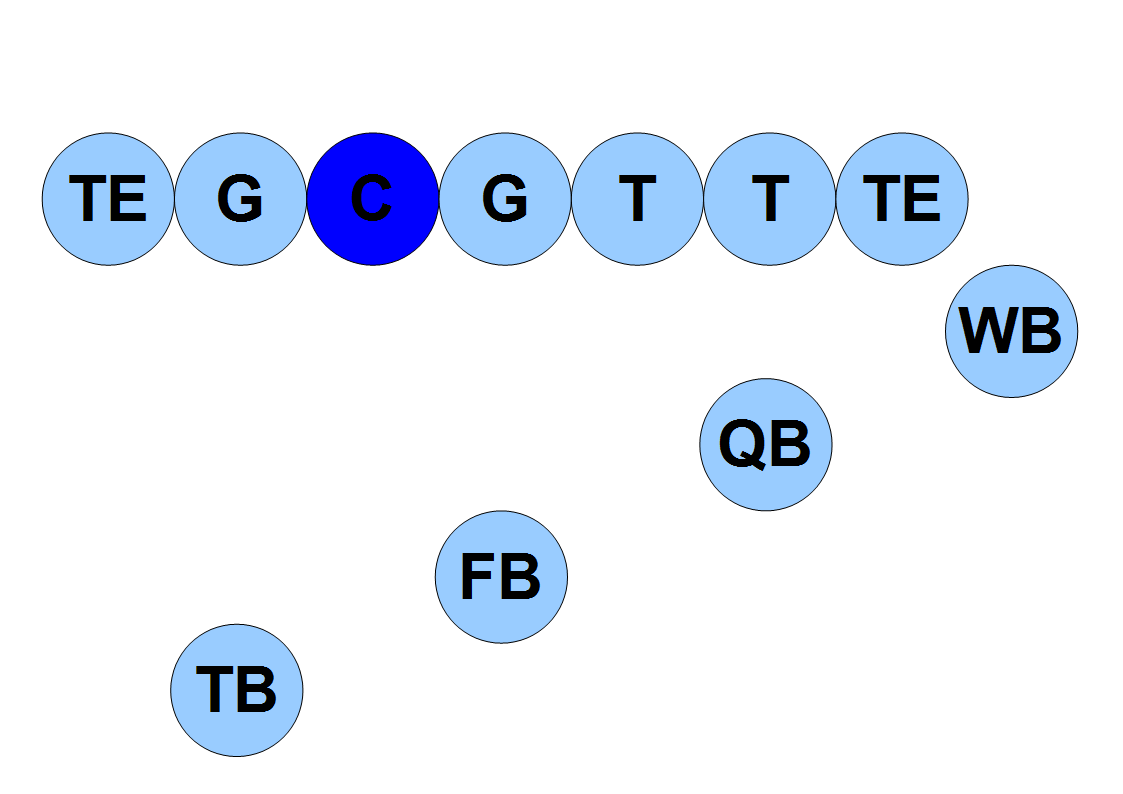
Single-wing formation

Die single-wing formation ist eine Football-Angriffsformation, die grundsätzlich aus fünf Offensive Linemen (zwei Tackles, zwei Guards und der Center), zwei die Line unterstützende Tight Ends, einem Quarterback und drei Runningbacks besteht. Charakteristisch ist die asymmetrische Anordnung der Spieler:
- Offensive Line: Der Center (C) wird zwar wie üblich von beiden Guards (G) flankiert, doch neben dem linken Guard steht nur noch der linke Tight End (TE), während neben dem rechten Guard beide Tackles (T) und der rechte Tight End (TE) stehen.
- Backfield: rechts hinter dem rechten Tight End steht der äußerste Runningback, der sog. Wingback (WB). Links hinter ihm steht der Quarterback (QB), der in diesem Fall eher Blocker als Spielmacher ist, und deswegen auch Blocking Back genannt wird. Links hinter dem Quarterback steht der Fullback (FB), der in dieser Formation meist den Snap erhält. Links hinter dem Fullback steht der hinterste Backfieldspieler, der Tailback (TB). Aus dieser Aufstellung ergibt sich, dass der Center sowohl zum Fullback, Quarterback und Tailback snappen kann.

Aus dieser Formation ergibt sich eine zackenförmige Anordnung der Spieler (s. Bild), die an einen einzelnen Flügel („single wing“) erinnert. Die Rechtslastigkeit des single wings liegt darin begründet, dass die meisten Spieler Rechtshänder sind, und es bei Laufspielzügen empfehlenswert ist, den Football in der äußeren Hand zu halten. Da im single wing viele Laufspielzüge über die rechte Seite gehen, ist bei Rechtshändern die gewohnte rechte Hand außen. Somit verringert sich das Risiko auf Fumbles.

## Spielweise
Die single-wing formation begünstigt das Laufspiel über die vier Runningbacks. Durch die bewusst rechtslastige Aufteilung wird Druck auf die linke Seite der Defense ausgeübt. In der Offensive Line können die beiden rechts postierten Tackles den gegenüberliegenden Defensive End wegblocken, so dass der eigene Ballträger (einer der Runningbacks oder der rechte Tight End) rechts vorbeilaufen kann. Die vier Runningbacks können sich untereinander Doppel- oder Dreifachblocks stellen, den Football hin- und herpassen bzw. so tun, als ob, so dass der Gegner verwirrt wird. Sollte der Gegner seine linke Abwehrseite verstärken, entstehen Löcher auf der anderen Flanke.
Mit wenig Aufwand kann eine Vielzahl von Laufspieloptionen durchgeführt werden, wodurch der Gegner verwirrt wird. Weitere Vorteile sind das niedrige Risiko auf einen Ballverlust bei einem misslungenen Snap, da drei Backs tief im Backfield stehen, die niedrigere Ballverlustrate, da weniger geworfen wird, und das pädagogische Moment, da bei der single-wing offense viele Spieler beim Blocken und Passen beteiligt sind. Nachteil dieses Systems ist das beschränkte Wurfspiel, da kein Wide Receiver eingeplant ist, der lange Pässe abnehmen kann, und die Rolle des Quarterbacks (der beste Werfer des Teams) von vornherein minimiert ist.
Die single-wing formation bietet sich für Teams mit einem vielseitigen Fullback und ohne klassischen Quarterback an. Grund hierfür ist, dass der Fullback in diesem System ein klassischer „triple threat“-Spieler ist, der sowohl gut rennen, passen als auch punten sollte. Ein Quarterback ist in diesem System eher unwichtig, da er eher als Blocker verwendet wird. Da der Center zwar meist zum Full-, aber als Trickspielzug aber auch an den Quarter- als auch den Tailback snappt, muss dieser Spieler besonders präzise snappen können.

## Geschichte

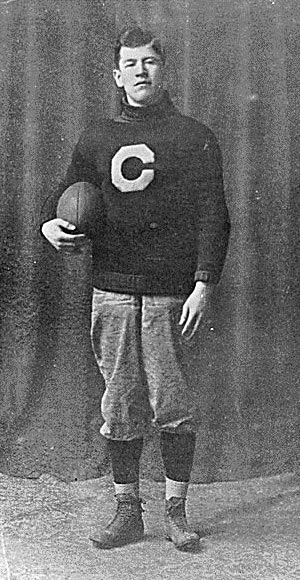
Die Einführung der single-wing formation ist eng mit dem Allround-Fullback Jim Thorpe verbunden.

In der Frühzeit des American Football waren Vorwärtspässe illegal bzw. wurden kaum eingesetzt. Anfang des 20. Jahrhunderts trainierte Glenn Warner, genannt „Pop“, eine Footballmannschaft von Native Americans, den Carlisle Indians. Da er kleine, aber schnelle und wurfstarke Spieler hatte, setzte Warner einen Runningback auf den Flügel („Wingback“) und führte diverse Trickspielzüge ein, in denen sich die Backs die Bälle zuwarfen bzw. so taten, als ob. Zudem lehrte er sie, manchmal bereits am zweiten oder dritten Down zu punten, um den Gegner zu überraschen. Unter ihnen war ein damals 17-jähriger Fullback, der künftige Zehnkampf-Olympiasieger Jim Thorpe. Thorpe war sowohl ein guter Läufer, Werfer als auch Punter, ein sogenannter „triple threat“-Spieler (dt.: Dreifachwaffe), der in diesem System viele Ballkontakte bekam.
Bis in die 1930er-Jahre war die single-wing formation die bevorzugte Spielweise der College- und Profiteams. Als 1933 der moderne Football eingeführt wurde, der wegen seiner rauen Oberfläche, den Nähten und seines relativ kleinen Umfanges (21 Zoll) besser zu werfen war als der alte melonenförmige, glatte und bis zu 28 Zoll Umfang große Football, etablierten sich neue Spielsysteme wie die T-Formation. Heute wird die single-wing formation nur noch selten eingesetzt, findet noch u. a. in der sog. „Wildcat Offense“ Verwendung.